# Kutacane Lama
Kutacane Lama is een bestuurslaag in het regentschap Aceh Tenggara van de provincie Atjeh, Indonesië. Kutacane Lama telt 1406 inwoners (volkstelling 2010).